# Eugen Graf
 Eugen Graf (* 4. Januar 1873 in Stuttgart; † 7. Mai 1923 in Stuttgart) war ein deutscher Politiker der württembergischen Zentrumspartei.

## Leben
Eugen Graf besuchte das Karls-Gymnasium in Stuttgart und arbeitete seit 1888 bei der königlich württembergischen Post. Er trat in die württembergische Zentrumspartei und den Windthorstbund ein. Von 1905 bis 1906 und von 1911 bis 1918 war er Mitglied des Bürgerausschusses  und von 1919 bis 1922 des Gemeinderats der Stadt Stuttgart. Von 1906 bis 1918 besaß er ein Mandat im württembergischen Landtag. Während des Ersten Weltkriegs war er im Generalgouvernement Warschau bei der deutschen Posten- und Telegraphenverwaltung tätig. In der Novemberrevolution nahm Graf eine wichtige Rolle in den Verhandlungen zur Bildung der Regierungen  Liesching und Blos ein. Vom November 1919 bis zum 22. Juni 1920 leitete Graf im Kabinett Blos das württembergische Ernährungsministerium und danach im Kabinett Hieber vom 23. Juni 1920 bis Mai 1923 das württembergische Innenministerium. In dieser Funktion besaß er auch die württembergische Bevollmächtigung zum Reichsrat. Von 1919 bis 1920 gehörte Graf der Verfassunggebenden Landesversammlung des freien Volksstaates Württemberg und vom Juni 1920 bis zu  seinem Tod im Mai 1923 dem württembergischen Landtag an.